# Zrozen k vítězství
Zrozen k vítězství (v anglickém originále Born to Win) je americký dramatický film z roku 1971. Režisérem filmu je Ivan Passer. Hlavní role ve filmu ztvárnili George Segal, Karen Black, Paula Prentiss, Hector Elizondo a Jay Fletcher.

## Obsazení
| George Segal      | J              |
| Karen Black       | Parm           |
| Paula Prentiss    | Veronica       |
| Hector Elizondo   | Vivian         |
| Jay Fletcher      | Billy Dynamite |
| Robert De Niro    | Danny          |
| Ed Madsen         | detektiv       |
| Marcia Jean Kurtz | Marlene        |